# جين باليبار
جين باليبار (بالفرنسية: Jeanne Balibar)‏ هي مؤدية ومغنية وممثلة فرنسية، ولدت في 13 أبريل 1968 بباريس في فرنسا. من الجوائز التي نالتها جائزة سيزار لأفضل ممثلة سنة 2018 وجائزة المنافسة العامة ‏.
تخرجت  من مدرسة المعلمين العليا ذات الشهرة العريقة ثم التحقت بالكونسرفاتوار ومؤسسة الكوميديا الفرنسية، وهي ممثلة جميلة الوجه ولها صوت ساحر وأسلوب حديث جذاب، وقد قدمت الكثير من الأدوار التي تألقت فيها قدمت فيلم «أنا أكره الحب» للمخرجة لورانس فيريرا بربوزا عام (1997). ثم لعبت دور المترجمة المستوحدة في فيلم «آخر آب أوائل أيلول» للمخرج أوليفييه أسياس عام 1998. كما أن أسلوبها الفريد في فيلم «غدا سيكون أفضل» للمخرجة جان لابرون عام 2000  

## أعمال

### بعض أعمالها
| سنة  | أعمال          | الدور/الوظيفة      |
| ---- | -------------- | ------------------ |
| 2019 | البؤساء        |                    |
| 2018 | الحرب الباردة  | جولييت             |
| 2017 | باربرا         |                    |
| 2009 | مدينة تسمى ذعر | مدام لونجريه (صوت) |

## جوائز وترشيحات
جوائز
- جائزة سيزار لأفضل ممثلة (2018)
- جائزة المنافسة العامة [الإنجليزية]‏

ترشيحات
- جائزة سيزار لأفضل ممثلة مساعدة (2001)
- جائزة سيزار لأفضل ممثلة مساعدة (2009)
- César Award for Best Female Revelation [الإنجليزية]‏ (1997)
- César Award for Best Female Revelation [الإنجليزية]‏ (1998)

## وصلات خارجية
- جين باليبار على موقع IMDb (الإنجليزية)
- جين باليبار على موقع ألو سيني (الفرنسية)
- جين باليبار على موقع ميوزك برينز (الإنجليزية)
- جين باليبار على موقع أول موفي (الإنجليزية)
- جين باليبار على موقع قاعدة بيانات الأفلام السويدية (السويدية)
- جين باليبار على موقع إن إن دي بي (الإنجليزية)
- جين باليبار على موقع أول ميوزيك (الإنجليزية)
- جين باليبار على موقع ديسكوغز (الإنجليزية)
- جين باليبار على موقع قاعدة بيانات الفيلم (الإنجليزية)
- جين باليبار على موقع كينوبويسك (الروسية)